# Triemen
Triemen (Fries, officieel: De Trieme [də’tri.əmə], ook wel De Triemen) is een dorp in de gemeente Noardeast-Fryslân, in de Nederlandse provincie Friesland. Het dorp ligt ten noorden van Kollumerzwaag, ten zuidoosten van Westergeest en ten zuidoosten van Oudwoude. Triemen is even ten zuiden van de Stroobossertrekvaart en de N910 gelegen.
In 2023 telde het dorp 325 inwoners. Onder het postcodegebied van Triemen valt een deel van de buurtschap Bonte Hond, dat tussen Westergeest en Triemen is gelegen. Het dorp viel lang onder het dorp Westergeest. In 1940 verkreeg het de dorpsstatus.

## Geschiedenis

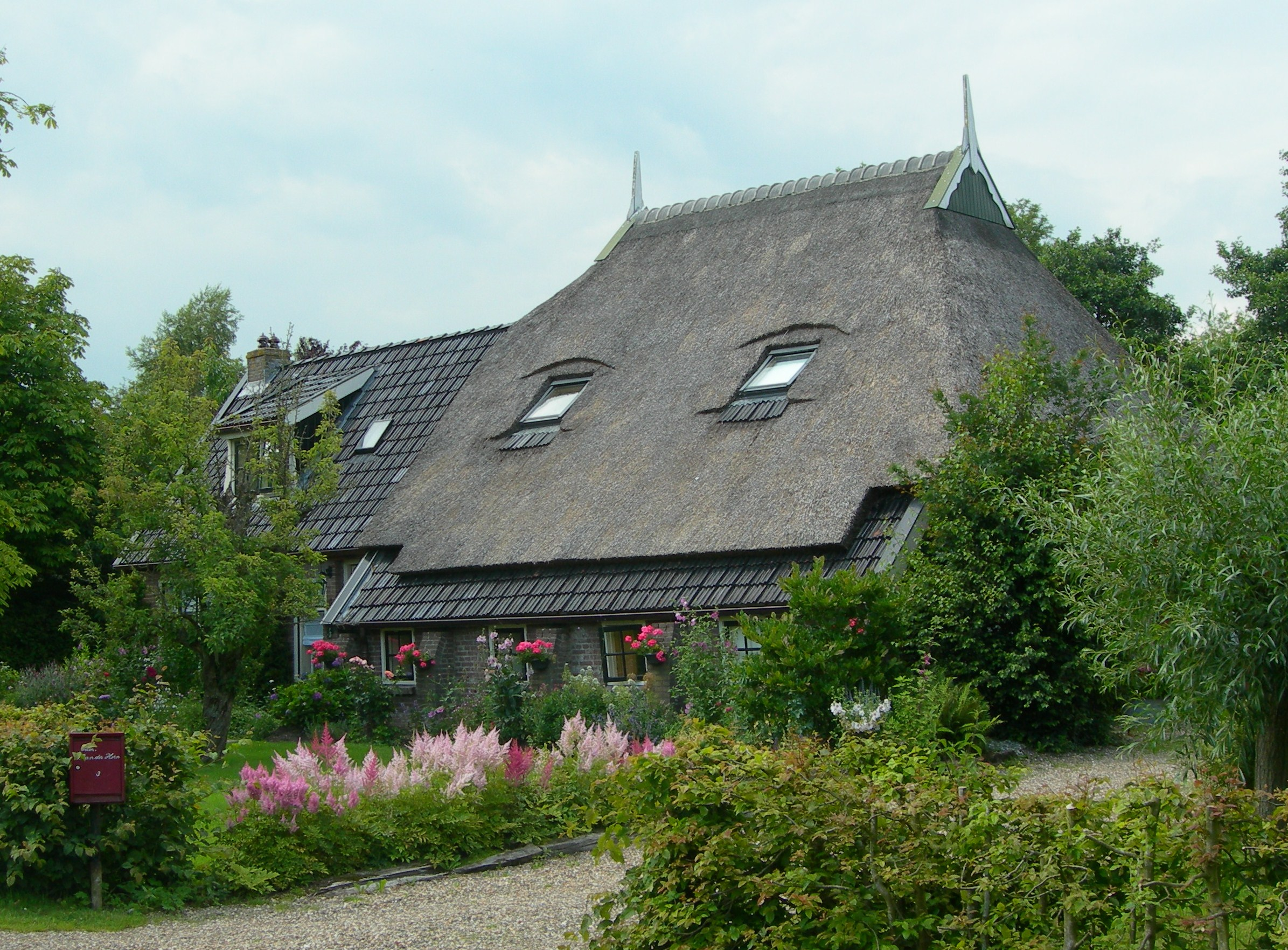
woonboerderij

In 1467 werd de plaats vermeld als Trema, in 1469 als vp der Treme, in 1543 als  Treme en oppe Trema, in 1580 als Trijmen en in 1664 en 1718 als De Triemen. De plaatsnaam verwijst naar het Oudfriese maar gereconstrueerde woord 'trame', voor een balk of plank over het water.
Een historische route loopt via de Hanecroothsingel. De naam Hanecroothsingel is ontleend aan een familie, die uit de stad Nassau in Duitsland afkomstig was. De legerkapitein Everhard Wilhelm van Hanecrooth, die in 1747 op mysterieuze wijze in de Oudwoudener Zijlriedt is verdronken, heeft hier een tijdlang gewoond.
Van 1811 tot 1816 behoorde Triemen tot gemeente Westergeest/Oudwoude. In 1816 werd de gemeente weer bij Kollumerland gevoegd. Tot 2019 viel het onder de gemeente Kollumerland en Nieuwkruisland waarna deze is opgegaan in de Noardeast-Fryslân.

## Sport en cultuur
Sinds 1964 kent het dorp de gemeenschappelijke voetbalclub, WTOC (Westergeest Triemen Oudwoude Combinatie), de voetbalvereniging speelt op de velden in Oudwoude. Ondanks dat het veel culturele banden heeft met Westergeest, heeft het dorp een dorpshuis, De Bazuin geheten.

## Onderwijs
Het dorp had een basisschool. Deze christelijke school De Bining bestond van 1956 tot en met het schooljaar 2011/12. De school is daarna verhuisd naar Westergeest, aan de zuidkant van het dorp zodat de kinderen van Triemen daar naar school zouden kunnen gaan. Het schoolgebouw in Triemen werd gesloopt.
De voorloper van de school was de christelijke nationale school die in 1884 diens deuren opende. Die school was de eerste in de wijde omgeving.
Steden, dorpen en gehuchten: Aalsum · Anjum · Augsbuurt · Birdaard · Blija · Bornwird · Brantgum · Burum · Dokkum · Ee · Engwierum · Ferwerd · Foudgum · Genum · Hallum · Hantum · Hantumeruitburen · Hantumhuizen · Hiaure · Hogebeintum · Holwerd · Janum · Jislum · Jouswier · Kollum · Kollumerpomp · Kollumerzwaag · Lichtaard · Lioessens · Marrum · Metslawier · Munnekezijl · Moddergat · Morra · Nes · Niawier · Oosternijkerk · Oostmahorn · Oostrum · Oudwoude · Paesens · Raard · Reitsum · Ternaard · Triemen · Veenklooster · Waaxens · Wanswerd · Warfstermolen · Westergeest · Wetsens · Wierum · Zwagerbosch

Buurtschappen: Abbewier · Bartlehiem (deels) · Beintemahuis · Betterwird · Bollingawier · Bonte Hond · Bornwirdhuizen · Boteburen · Brandeburen · De Dellen · De Keegen · De Kolk · De Leegte · De Rijp · De Wirden · De Schans · Dijkshorne · Dokkumer Nieuwe Zijlen · Drieboerehuizen · Ezumazijl · Groot Medhuizen · Halfweg · Hallumerhoek · Hanenburg · Hantumerhoek · Huis ter Noord · Kettingwier · Klein Medhuizen · Kletterbuurt · Kollumeroudzijl · Krabburen · Laagland · Lutkewier · Molenbuurt · Nieuwland · Oudeterp · Oudwouderzijlen · Reidswal · Scharnehuizen · Stiem · Teerd · Teijeburen · Tergracht (deels) · Ter Lune · Tibma · Tilburen · Tiltjeburen · Vaardeburen · Veldburen · Vijfhuizen (Hallum) · Vijfhuizen (Ternaard) · Visbuurt · Weerdeburen · Westerburen · Westernijkerk · Wie · Wijgeest · Zevenhuizen

Streken: 't Schoor · Galilea · It Paradyske · Lutkelaard · Sibrandahuis · Steenharst · Steenvak · Wildpad (deels) · Zandbulten · Zwagerveen

Friesland: Steden en dorpen      Nederland: Provincies · Gemeenten